# حماط البقس
حِمَاط البقس (الاسم العلمي: Psylla buxi)، نوع من الحماط وفصيلة الحماطيات. يركب البراعم والزمعات الطرفية فيسبب انملاصها بعد أن يمنطقها بندفه القطني الأبيض.

## للاستزادة
- Arnett، Ross H. Jr. (2000). American Insects: A Handbook of the Insects of America North of Mexico (ط. 2nd). CRC Press. ISBN:0-8493-0212-9.
- Ouvrard، D. (2013). "Psyl'list - The World Psylloidea Database". DOI:10.5519/0029634. {{استشهاد بدورية محكمة}}: الاستشهاد بدورية محكمة يطلب |دورية محكمة= (مساعدة)